# Србица
Србица (алб. Skënderaj или Skënderaji) је насељено место и седиште истоимене општине у Србији, које се налази у централном делу Косова и Метохије и припада Косовскомитровачком управном округу. Према попису из 2024. било је 9.451 становника.

## Географија
Србица је смештена југозападно од Косовске Митровице на главном магистралном путу који је повезује са Пећи, а сам град је средиште Дренице. Атар насеља се налази на територији катастарске општине Србица површине 466 ha.

## Историја
Турци су два пута покушали да населе тај простор, 1905. и 1907. године, али су их уништавали Арнаути. Како су оба пута све до једног камена разградили, стигао је сурови Шемси-паша и спровео одмазду. Ту је подигао вешала и ускоро обесио 150 Арнаута, који нису смели да буду сахрањени. Хтео је тако да понизи и покори непокорну Дреницу.
Варош је најзад основана 1924. године, са око 30 кућа колонизованих Срба, из Црне Горе и топличког округа. Све куће су исте, мале бело окречене са двориштем и баштом. Колонија је поникла у средини среза дреничког у селу Лауша. У априлу 1925. се извештава о завршетку око тридесет кућа и да ће после Ускрса бити усељена "једна партија колониста". Среско начелство се већ преселило овамо из манастира Девича. Била је у току градња великог дома аграрних заједница, а остале су још пошта, школа и жандармеријска касарна. Окружни начелник Петар Куновчић је 1926. године већ подигао нову школску зграду. У школи су радили учитељ и учитељица. Бивши срез је био у манастиру Девичу, а те године је почела поред школе да се зида зграда Среског начелства. У приземљу зграде коју је градила Аграрна заједница су прво отворени: кафана, пошта и жандармеријска станица. Ту је 1936. године среско седиште у којем је било 17 српских, 24 црногорске и једна хрватска породица. Године 1940. дреничка Србица је добила статус варошице.
Дренички срез, са среским местом у Лауши, прво је припадао Звечанском округу, са седиштем у Косовској Митровици, затим 1922-1929. припада Рашкој области, седиште Чачак. С увођењем бановина, Србица прво припада Моравској, затим Зетској бановини.
Након окупације Краљевине Југославије у Другом светском рату, место се нашло у италијанској увећаној Албанији. У насељу постоји српско гробље и споменик палим и убијеним борцима против албанских фашиста. Недалеко од насеља (5 km јужно) се налази Манастир Девич из 13. века посвећен светом Јоаникију Девичком, који је више пута страдао и тренутно је у фази обнове након паљења у мартовских немира 2004.
Најбитнији културно-историјски споменици у близини града су:
- Римска некропола у селу Горњи Обилић,
- Црква светог Николе, задужбина властелина Родопа која је подигнута пре 1432. и обновљена у 20. веку, а налази се у селу Бања.
- Црква светог Јована из 14. века у селу Леочини.
- Преобрашка црква из 14. века.
- Дуборезни крст из 14-16. века који се чува у кући Здравка Шмигића у Леочини.
- Црква светог Ђорђа са гробљем из 16. века у селу Рудник.

## Демографија
Према попису из 1961. године место је било већински насељено Србима и Црногорцима, док је 1981. године већинско становништво било албанско. Након рата 1999. године већина Срба и Црногораца је напустила Србицу.
| Етнички састав према попису из 1961.‍ | Етнички састав према попису из 1961.‍ | Етнички састав према попису из 1961.‍ | Етнички састав према попису из 1961.‍ | Етнички састав према попису из 1961.‍ |
| ------------------------------------ | ------------------------------------ | ------------------------------------ | ------------------------------------ | ------------------------------------ |
|                                      |                                      |                                      |                                      |                                      |
| Албанци                              | Албанци                              |                                      | 477                                  | 47,3%                                |
| Црногорци                            | Црногорци                            |                                      | 262                                  | 26%                                  |
| Срби                                 | Срби                                 |                                      | 218                                  | 21,6%                                |
| Укупно: 1.009                        |                                      |                                      |                                      |                                      |

| Етнички састав према попису из 1981.‍ | Етнички састав према попису из 1981.‍ | Етнички састав према попису из 1981.‍ | Етнички састав према попису из 1981.‍ | Етнички састав према попису из 1981.‍ |
| ------------------------------------ | ------------------------------------ | ------------------------------------ | ------------------------------------ | ------------------------------------ |
|                                      |                                      |                                      |                                      |                                      |
| Албанци                              | Албанци                              |                                      | 2.547                                | 87,2%                                |
| Црногорци                            | Црногорци                            |                                      | 119                                  | 4,1%                                 |
| Роми                                 | Роми                                 |                                      | 112                                  | 3,8%                                 |
| Срби                                 | Срби                                 |                                      | 103                                  | 3,5%                                 |
| Укупно: 2.921                        |                                      |                                      |                                      |                                      |

| Етнички састав према попису из 2011.‍ | Етнички састав према попису из 2011.‍ | Етнички састав према попису из 2011.‍ | Етнички састав према попису из 2011.‍ | Етнички састав према попису из 2011.‍ |
| ------------------------------------ | ------------------------------------ | ------------------------------------ | ------------------------------------ | ------------------------------------ |
|                                      |                                      |                                      |                                      |                                      |
| Албанци                              | Албанци                              |                                      | 6.582                                | 99,5%                                |
| Бошњаци                              | Бошњаци                              |                                      | 17                                   | 0,3%                                 |
| Укупно: 6.612                        |                                      |                                      |                                      |                                      |

Број становника на пописима:
|             | \| Демографија[9] \| Демографија[9] \| Демографија[9] \| \| Година \| Становника \| Становника \| \| -------------- \| -------------- \| -------------- \| \| 1948. \| 396 \| \| \| 1953. \| 717 \| \| \| 1961. \| 1.009 \| \| \| 1971. \| 1.658 \| \| \| 1981. \| 2.921 \| \| \| 1991. \| 4.962 \| \| |            |
| Демографија | |            |
| Година      | Становника | Становника |
| 1948.       | 396 |            |
| 1953.       | 717 |            |
| 1961.       | 1.009 |            |
| 1971.       | 1.658 |            |
| 1981.       | 2.921 |            |
| 1991.       | 4.962 |            |

## Познате личности
- Каћуша Јашари, албанска политичарка
- Адем Јашари, албански терориста и оснивач ОВК
- Хашим Тачи, албански терориста и политичар